# خط الاستواء الكيميائي

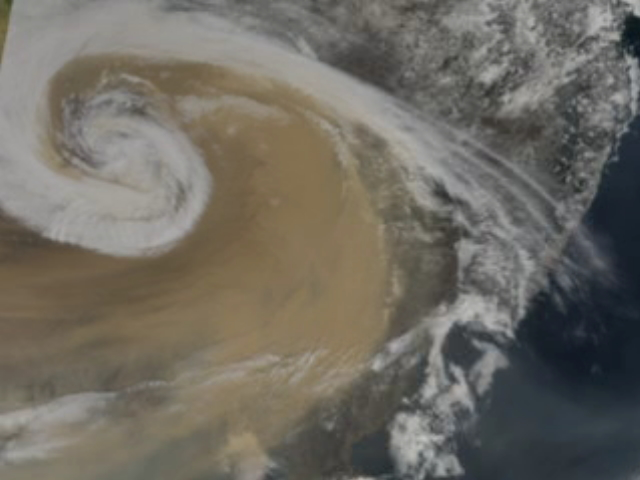
جزيئات من مواد ملوثة محمولة في الهواء مشكلة سحابة بنية عملاقة يمكن أن تسافر عبر الكرة الأرضية

تمت صياغة مفهوم خط الاستواء الكيميائي في عام 2008 عندما اكتشف باحثون من جامعة يورك فجوة واضحة بين الهواء الملوث فوق إندونيسيا من الغلاف الجوي غير الملوث إلى حد كبير فوق أستراليا. يمكن تمييز هذا الانقسام من خلال الزيادة السريعة في مستويات أول أكسيد الكربون في الغلاف الجوي والملوثات الأخرى من منطقة المسبح المداري الدافئ. يختلف تقسيم الغلاف الجوي لنصف الكرة الشمالي عن الغلاف الجوي لنصف الكرة الجنوبي عن الغلاف الجوي لمنطقة التقارب بين المداري.

## الاكتشاف
أجرى العلماء في قسم الكيمياء بجامعة يورك أول بحث يدعم مفهوم خط الاستواء الكيميائي بعرض 50 كم من خلال مقارنة تركيزات ملوثات الغلاف الجوي. لاحظوا أن حدود الغلاف الجوي، حيث حدثت تغييرات جذرية وسريعة في الملوثات، كانت شمال منطقة التقارب بين المداري، والتي كان يُعتقد سابقًا أنها الحدود الكيميائية الوحيدة للغلاف الجوي. هذا الاكتشاف هو أيضًا أول ملاحظة لحدود الأرصاد الجوية والكيميائية بين الكتل الهوائية غير متماثلة.

## الأسباب
يعد حرق الكتلة الحيوية داخل هذه المنطقة مسؤولاً عن الهواء الملوث الذي يرتفع بالحمل الحراري في الغلاف الجوي فوق غرب المحيط الهادئ. هذا الحمل الحراري على عكس هواء المحيط النظيف الذي تحدثه الأعاصير فوق شمال أستراليا. يتم إنتاج غازات الدفيئة بمعدلات عالية في جنوب شرق آسيا بسبب ظروف الاحتراق الأقل تطوراً، وكثرة السكان، والنمو السكاني السريع. تتم إزالة الملوثات القابلة للذوبان في الغالب خلال فصل الصيف بواسطة الرياح الموسمية ولكن خلال فصل الشتاء تكون هذه الملوثات أكثر تواجدًا في الغلاف الجوي مما يجعل الانقسام أكثر وضوحًا. قد تزيد أنظمة العاصفة في المسبح المداري الدافئ أيضًا من تأثير الملوثات الجوية من خلال العمل كمضخة ترفع الهواء الملوث إلى أعلى في الغلاف الجوي حيث سيبقى لفترة أطول من الوقت.

## أنظر أيضُا
- منطقة التقارب المداري
- ضباب جنوب شرق آسيا
- انبعاثات غازات الاحتباس الحراري